# Partido Liberal Republicano
O Partido Liberal Republicano foi um partido político português do tempo da I República, surgindo em 1919 como resultado da fusão dos dois maiores partidos conservadores da altura, o Partido Evolucionista e o Partido Unionista, e com a adesão de figuras do Partido Sidonista (Partido Nacional Republicano), a fim de fazer face ao predomínio que os Democráticos tinham na política portuguesa.
Estando os líderes dos dois anteriores partidos no desempenho de cargos políticos de relevo (António José de Almeida, o antigo líder Evolucionista, fora eleito para a Presidência da República, e Brito Camacho, o presidente dos Unionistas, fora nomeado  Alto-Comissário da República em Moçambique), os Liberais escolheram António Granjo para seu líder. Assassinado este na Noite Sangrenta em 19 de Outubro de 1921, pouco mais tempo durou o partido. Em 1922, iniciaram-se demoradas negociações com o Partido Reconstituinte com vista à fusão dos dois partidos. Por fim, em 7 de Fevereiro do 1923, foi  criado o Partido Republicano Nacionalista, grande plataforma das direitas republicanas destinada a desafiar o poder ao hegemónico Partido Democrático.

## Resultados eleitorais

### Eleições legislativas
| Data | Votos | %   | Deputados | +/- | Senadores | +/- | Status   |
| ---- | ----- | --- | --------- | --- | --------- | --- | -------- |
| 1921 | N/D   | N/D | 79 / 163  |     | 32 / 71   |     | Governo  |
| 1922 | N/D   | N/D | 45 / 163  | 34  | 10 / 74   | 22  | Oposição |